# Mario Grech

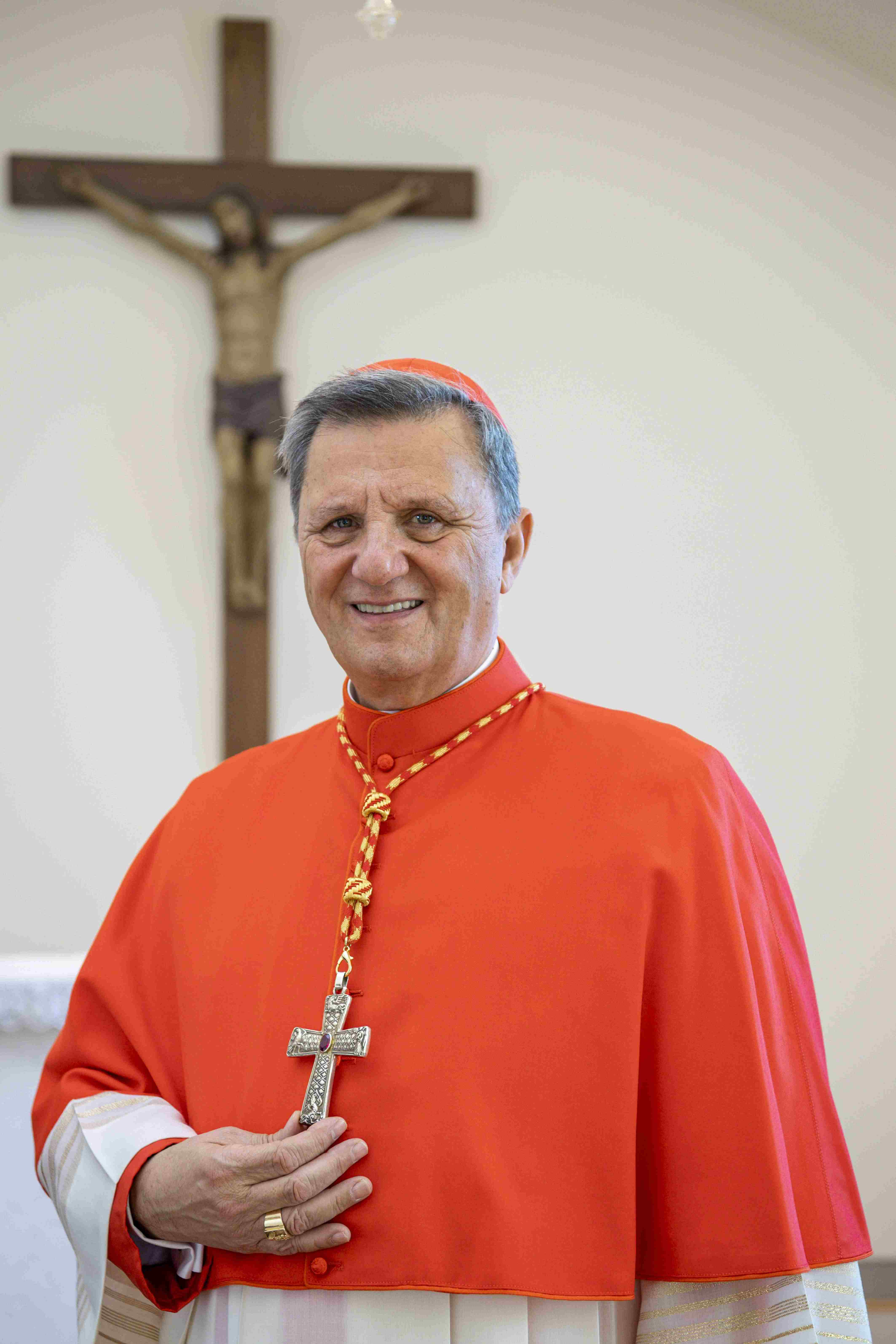
Mario Kardinal Grech (2020)

Kardinalswappen (seit 2020)

Mario Kardinal Grech (* 20. Februar 1957 in Qala auf Gozo) ist ein maltesischer Geistlicher und Kurienkardinal der römisch-katholischen Kirche. Er ist seit 2020 Generalsekretär der Bischofssynode und war zuvor Bischof von Gozo.

## Leben
Mario Grech trat 1977 in das Priesterseminar von Gozo ein und studierte Philosophie und später Theologie. Er empfing am 26. Mai 1984 die Priesterweihe durch den Bischof von Gozo, Nikol Joseph Cauchi. Grech erwarb an der Päpstlichen Lateranuniversität in Rom ein Lizenziat in Kanonischem Recht und Zivilrecht. An der Päpstlichen Universität Heiliger Thomas von Aquin wurde er in Kirchenrecht promoviert. Er war neben seiner pastoralen Arbeit in der Pfarrei Mariä Himmelfahrt (ital. Chiesa dell' Assunzione im Borghetto Quadraro) in Rom im Bereich des kanonischen Rechts in den Gerichten der Römischen Kurie tätig. Nach seiner Rückkehr nach Malta war Grech zunächst in der pastoralen Diözesankurie tätig, ab 1993 Vikar am Diözesangericht in Gozo, Richter am Kirchentribunal auf Malta und Pfarrer in Kerċem.
Am 26. November 2005 wurde Mario Grech von Papst Benedikt XVI. zum Bischof von Gozo ernannt. Die Bischofsweihe spendete ihm sein emeritierter Amtsvorgänger Nikol Joseph Cauchi am 22. Januar des folgenden Jahres. Mitkonsekratoren waren Joseph Mercieca, Erzbischof von Malta, und Erzbischof Félix del Blanco Prieto, Apostolischer Nuntius in Malta. Von 2013 bis 2016 war Grech Präsident der Maltesischen Bischofskonferenz.
Papst Franziskus ernannte ihn am 2. Oktober 2019 zum Pro-Generalsekretär der Bischofssynode. Das Bistum Gozo verwaltete er bis zur Ernennung seines Nachfolgers im Juni 2020 als Apostolischer Administrator. Am 4. Juli 2020 ernannte ihn Papst Franziskus zum Mitglied des Päpstlichen Rates zur Förderung der Einheit der Christen.
Am 16. September 2020 ernannte ihn Papst Franziskus zum Generalsekretär der Bischofssynode. Im Konsistorium vom 28. November 2020 nahm ihn Papst Franziskus als Kardinaldiakon mit der Titeldiakonie Santi Cosma e Damiano in das Kardinalskollegium auf. Die Besitzergreifung seiner Titeldiakonie fand am 26. September des folgenden Jahres statt. Das Motto des Kardinals ist „In fractione panis“ (deutsch „beim Brotbrechen“ im Sinne von „und sie erkannten ihn beim Brotbrechen“ (Lk 24,30f )).
Am 21. Juni 2021 berief ihn Papst Franziskus zudem zum Mitglied der Apostolischen Signatur und am 1. Juni 2022 zum Mitglied der Kongregation für den Gottesdienst und die Sakramentenordnung sowie am 13. Juli desselben Jahres zum Mitglied des Dikasteriums für die Bischöfe.
Im Mai 2022 verteidigte Grech den Synodalen Weg in Deutschland. Im August desselben Jahres bekräftigte er seine Haltung und erklärte, er vertraue den deutschen Bischöfen, „dass sie wissen, was sie tun“. Kardinal Grech galt als wichtiger Vertrauter von Papst Franziskus und unterstützte dessen Reformkurs.
Am 25. Januar 2023 wurde Mario Grech von Kardinal-Großmeister Fernando Filoni als Großkreuzritter in den Ritterorden vom Heiligen Grab zu Jerusalem investiert. Im Zuge der Papstwahl 2025 wurde Grech in den Medien als einer als „papabile“ angesehenen Kardinäle dargestellt.